# Grant Evans
Grant Evans (3 januari 1990) is een Schotse voetballer (verdediger) die sinds 2011 voor de Schotse tweedeklasser Greenock Morton FC uitkomt. Van 2007 tot 2011 was hij onder contract bij Hamilton Academical FC. In het seizoen 2007-2008 werd hij van januari 2008 tot het einde van het seizoen uitgeleend aan Dumbarton FC. Van juli 2010 tot juni 2011 werd Evans verhuurd aan Greenock Morton, dat hem uiteindelijk definitief overnam. In juni 2012 tekende hij bij Airdrie United.